# Chak Imam Ali
Chak Imam Ali è una suddivisione dell'India, classificata come census town, di 4.124 abitanti, situata nel distretto di Allahabad, nello stato federato dell'Uttar Pradesh. In base al numero di abitanti la città rientra nella classe VI (meno di 5.000 persone).

## Geografia fisica
La città è situata a 25° 22' 33 N e 81° 51' 54 E.

## Società

### Evoluzione demografica
Al censimento del 2001 la popolazione di Chak Imam Ali assommava a 4.124 persone, delle quali 2.213 maschi e 1.911 femmine. I bambini di età inferiore o uguale ai sei anni assommavano a 366, dei quali 205 maschi e 161 femmine. Infine, coloro che erano in grado di saper almeno leggere e scrivere erano 3.382, dei quali 1.930 maschi e 1.452 femmine.